# Communauté des États indépendants
Pour les articles homonymes, voir CEI et CIS.
Ne doit pas être confondu avec Union eurasiatique ou Communauté économique eurasiatique.
La Communauté des États indépendants (CEI ; en russe : Содружество Независимых Государств, СНГ, transcription : Sodroujestvo Nezavissimykh Gossoudarstv) est une organisation intergouvernementale composée de neuf des quinze anciennes républiques soviétiques. Elle a été fondée par trois des États fondateurs de l'URSS — la Russie, la Biélorussie et l'Ukraine — par la signature les 7 et 8 décembre 1991, dans la résidence Viskouly (be) située dans la forêt de Białowieża, en Biélorussie, de l'accord de Minsk, sur l'établissement de l'« Union des États souverains » (USG). L'accord est ensuite modifié en Accord sur l'établissement de la « Communauté des États indépendants ».
La création de la CEI a pour objectif d'acter la fin de l'existence de l'URSS en tant que « sujet du droit international et de la réalité géopolitique » et de préserver les liens entre les futurs nouveaux États.
Parmi les quinze ex-républiques soviétiques, douze rejoignent la CEI. Deux la quittent en 2023 (Ukraine, Moldavie). LeTurkménistan avait quant à lui choisi, en 2005, de n'être plus qu'un "membre associé" et la Géorgie a officiellement quitté la CEI en août 2009. Les trois ex-républiques soviétiques baltes sont les seules à ne jamais avoir rejoint la CEI. Elles intègrent en 2004 l’Union européenne et l’OTAN.
Conformément à ses actes constitutifs, les accords de Minsk puis d’Alma-Ata, la CEI est dépourvue de personnalité juridique internationale et n’est donc pas une organisation internationale au sens strict.
La CEI comprend également, dans son cadre, l’Organisation du traité de sécurité collective (OTSC) et l’Union économique eurasiatique. Ces deux organisations ont tendance à s'émanciper de la CEI, même si les liens sont encore forts. L’objectif de ces deux organisations est de reprendre le processus d’intégration économique et politico-militaire au sein de l’espace post-soviétique, objectif non atteint par la CEI.

Drapeau de la Communauté des États indépendants.

## États participant aux activités de la CEI

### États membres
- Biélorussie (1991), État fondateur ;
- Russie, (1991), État fondateur ;
- Arménie (1991) ;
- Azerbaïdjan (1991) ;
- Kazakhstan (1991) ;
- Kirghizistan (1991) ;
- Ouzbékistan (1991) ;
- Tadjikistan (1991).

### État associé
- Turkménistan (membre à part entière : 1991-1993 ; État participant : 1993-2007 ; État associé : depuis 2007). Le droit de vote lui est parfois accordé.

### État observateur
- Mongolie (État observateur dans certains organes de la CEI[3]). Statut préliminaire de membre à part entière. Peut assister à certaines rencontres de la communauté.

### Anciens États membres
- Géorgie (1993-2009) : le 14 août 2008, à la suite de la guerre d’Ossétie du Sud, le parlement géorgien a voté la sortie de la République de Géorgie de la CEI[4], le retrait est effectif à partir du 18 août 2009[5].
- Ukraine (1991-2018), État membre fondateur, participant actif, mais prenant ses distances après la révolution de 2014, et se retirant en 2018[6].
- Moldavie (1991-2023), État membre fondateur, se retire en 2023 dans le contexte de l'invasion russe de l'Ukraine[7].

## Statuts des États
Ce tableau reprend l’ensemble des organisations directement liées à la CEI (TSC, Eurasec) et indirectement liée (CEC, GUAM) ainsi que les adhésions à la CEI.
| Pays         | Adhésion à la CEI | Ratification de l’adhésion à la CEI (adhésion concrète) | Ratification de la Charte de la CEI    | Statut actuel au sein de la CEI                                                                             | Participation à l’Eurasec, reprenant le programme économique de la CEI | Ratification du traité de sécurité collective, reprenant le programme politico-militaire de la CEI | Participation au GUAM, tentant de se dégager de la tutelle politico-militaire russe | Participation à la Communauté économique centre-asiatique (CEC), tentant de se dégager de la tutelle économique russe |
| ------------ | ----------------- | ------------------------------------------------------- | -------------------------------------- | --- | ---------------------------------------------------------------------- | -------------------------------------------------------------------------------------------------- | ----------------------------------------------------------------------------------- | --- |
| Biélorussie  | 8 décembre 1991   | 10 décembre 1991                                        | 18 janvier 1994                        | Membre fondateur                                                                                            | Membre (depuis 2000)                                                   | 31 décembre 1993                                                                                   | -                                                                                   | - |
| Russie       | 8 décembre 1991   | 12 décembre 1991                                        | 20 juillet 1993                        | Membre fondateur                                                                                            | Membre fondateur (depuis 2000)                                         | 15 mai 1992                                                                                        | -                                                                                   | Membre (depuis 2004)                                                                                                  |
| Arménie      | 21 décembre 1991  | 18 février 1992                                         | 16 mars 1994                           | Membre | État observateur (depuis 2003)                                         | 15 mai 1992                                                                                        | -                                                                                   | - |
| Azerbaïdjan  | 21 décembre 1991  | 24 septembre 1993                                       | 14 décembre 1993                       | Membre | -                                                                      | 24 septembre 1993, puis annulation en 1999                                                         | Membre fondateur (depuis 1997)                                                      | - |
| Kazakhstan   | 21 décembre 1991  | 23 décembre 1991                                        | 20 avril 1994                          | Membre | Membre fondateur (depuis 2000)                                         | 15 mai 1992                                                                                        | -                                                                                   | Membre fondateur (depuis 2002)                                                                                        |
| Kirghizistan | 21 décembre 1991  | 6 mars 1992                                             | 12 avril 1994                          | Membre | Membre fondateur (depuis 2000)                                         | 15 mai 1992                                                                                        | -                                                                                   | Membre fondateur (depuis 2002)                                                                                        |
| Moldavie     | 21 décembre 1991  | 8 avril 1994                                            | 27 juin 1994                           | Membre à part entière (1991-2023), puis ancien membre (depuis 2023)                                         | État observateur (depuis 2002)                                         | Non ratifié                                                                                        | Membre fondateur (depuis 1997)                                                      | - |
| Ouzbékistan  | 21 décembre 1991  | 1er avril 1992                                          | 9 février 1994                         | Membre | Membre (2006-2008), puis État membre auto-suspendu (depuis 2008)       | 15 mai 1992                                                                                        | Membre (1999-2005), puis ancien membre (depuis 2005)                                | Membre fondateur (depuis 2002)                                                                                        |
| Tadjikistan  | 21 décembre 1991  | 26 juin 1993                                            | 4 août 1993                            | Membre | Membre fondateur (depuis 2000)                                         | 15 mai 1992                                                                                        | -                                                                                   | Membre fondateur (depuis 2002)                                                                                        |
| Turkménistan | 21 décembre 1991  | 26 décembre 1991                                        | Non ratifié                            | Membre à part entière (1991-1993), puis État participant (1993-2007), et ensuite État associé (depuis 2007) | -                                                                      | Non ratifié                                                                                        | -                                                                                   | - |
| Mongolie     | -                 | -                                                       | Pas encore ratifié                     | État observateur au sein de certains organes de la CEI                                                      | -                                                                      | -                                                                                                  | -                                                                                   | - |
| Géorgie      | 3 décembre 1993   | 3 décembre 1993                                         | 19 avril 1994, puis annulation en 2008 | Membre à part entière (1993-2008), puis ancien membre (depuis 2008)                                         | -                                                                      | 9 décembre 1993, puis annulation en 1999                                                           | Membre fondateur (depuis 1997)                                                      | État observateur (depuis ?)                                                                                           |
| Ukraine      | 8 décembre 1991   | 10 décembre 1991                                        | Non ratifié                            | Membre fondateur (1991-1993), puis État participant (1991-2018), puis ancien membre (depuis 2018)           | État observateur (depuis 2000)                                         | Non ratifié                                                                                        | Membre fondateur (depuis 1997)                                                      | État observateur (depuis ?)                                                                                           |

## Évolution historique
Pour des articles plus généraux, voir Dislocation de l'URSS, Géopolitique de la Russie et Politique étrangère de la Russie.

### Contexte de la création (1991)

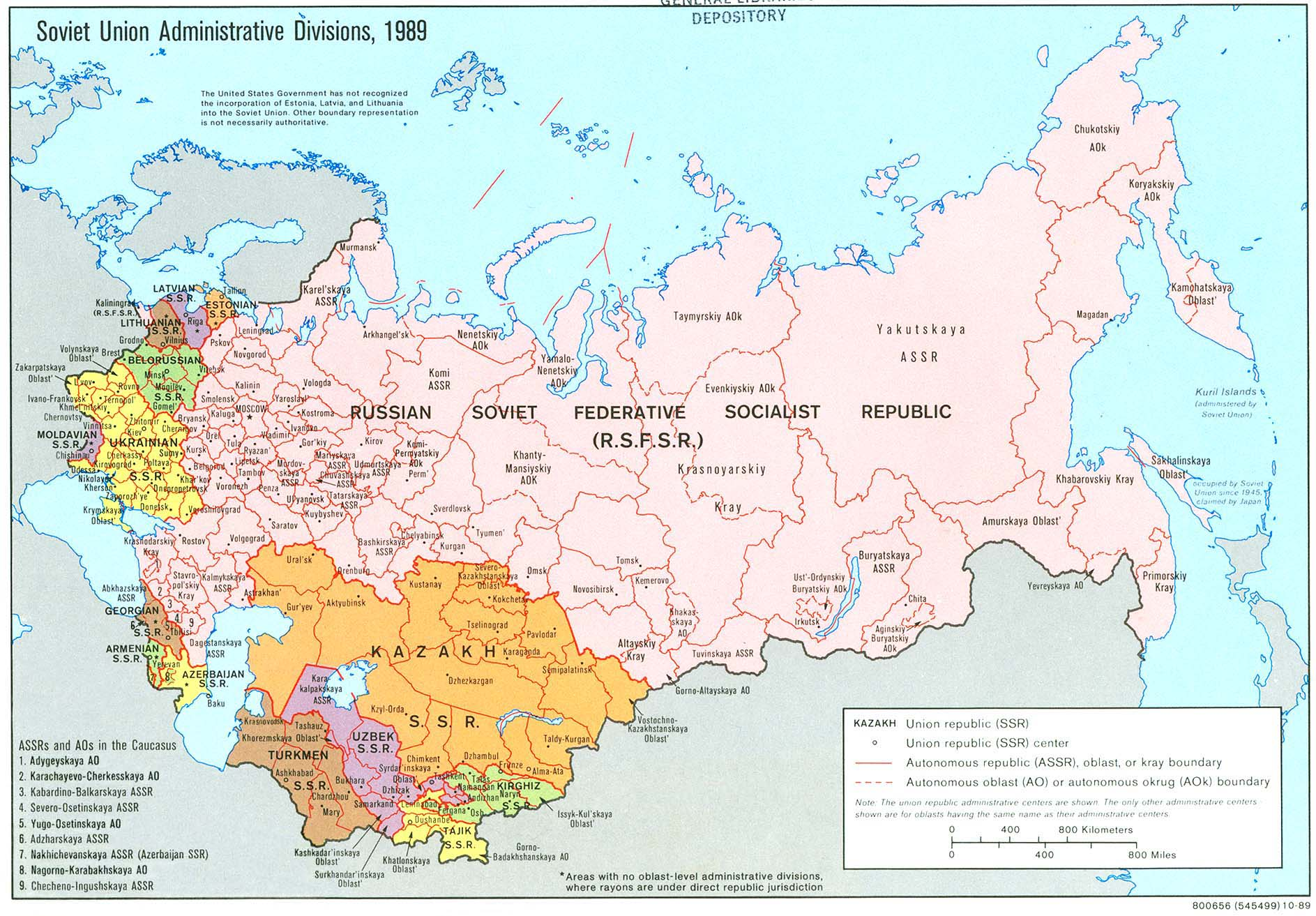
Carte montrant les dernières divisions administratives des Républiques de l’URSS (1989) avant sa dislocation (1991).

Au cours de l’automne 1991, les républiques constituantes de l’Union soviétique proclament leur indépendance l’une après l'autre, sans que le président soviétique Gorbatchev ne s’y oppose par la force.
« Les liens économiques et culturels qui remontaient non seulement à l’époque soviétique, mais aussi impériale, ne pouvaient pas être supprimés si vite. Pour une nouvelle intégration, il fallait retravailler une question importante susceptible de servir de base à l’unité : la "menace commune" ». C'est dans ce contexte que naquit la CEI.

### La création (1991)

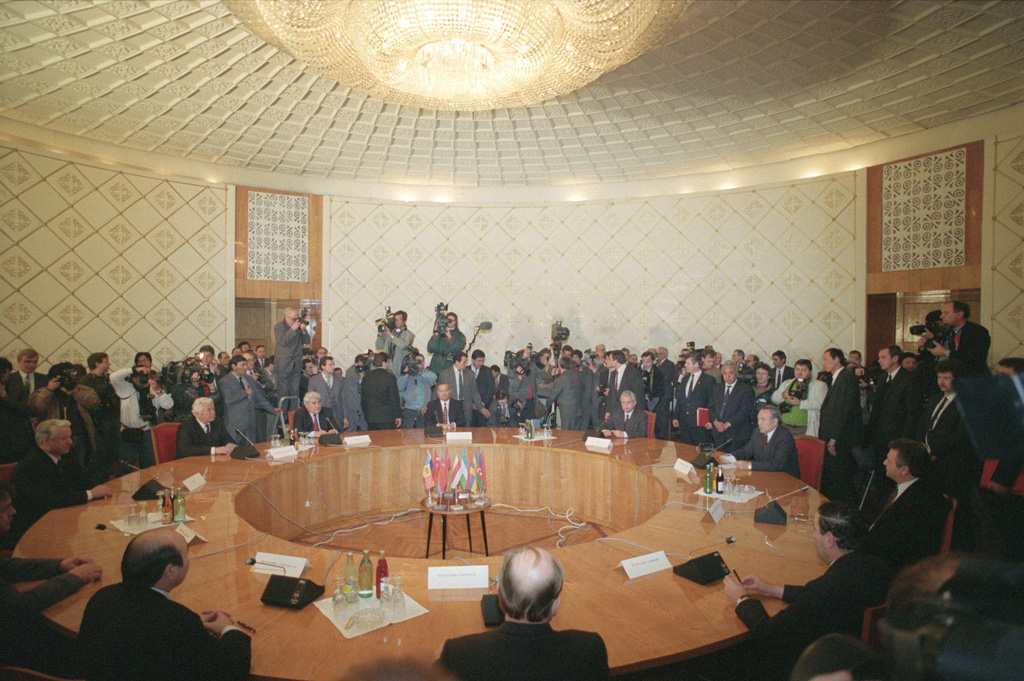
Signature du protocole d'accord établissant la CEI, le.

La CEI est une collectivité intergouvernementale de coopération dont l’identité politique et juridique reste floue. Elle a été créée en URSS, 17 jours avant sa dissolution, le 8 décembre 1991, par le traité de Minsk, conclu entre Boris Eltsine (président de la RSFS de Russie), Leonid Kravtchouk (président de la RSS d’Ukraine) et Stanislaw Chouchkievitch (président du parlement de la RSS de Biélorussie). Ils publièrent à ce moment une déclaration selon laquelle l’URSS devait être dissoute. L’accord constitutif de la CEI était supposé faciliter l’accès à l’indépendance des républiques soviétiques et développer la coopération multilatérale.
Le 21 décembre 1991, lors du sommet d’Alma-Ata, la CEI est élargie à l’Arménie, à l’Azerbaïdjan, au Kazakhstan, au Kirghizistan, à la Moldavie, au Turkménistan, au Tadjikistan et à l’Ouzbékistan. L’Ukraine, la Russie et la Biélorussie reçoivent quant à elles le statut de membres fondateurs de la communauté. De plus, le traité d’Alma-Ata conclu lors de ce sommet et confirmant le traité de Minsk, stipule la création de deux organes exécutifs de la CEI : le conseil des chefs d’État et celui des chefs de gouvernement. Lors du sommet d’Alma-Ata, un accord fut également conclu entre les quatre puissances nucléaires de la CEI (la Russie, l’Ukraine, la Biélorussie et le Kazakhstan) sur l’instauration d'un commandement unique des forces nucléaires stratégiques. À cette occasion, un commandement militaire unifié fut également instauré. Ces accords assuraient de jure la continuité de fonctionnement de facto de l'exécutif politique et militaire de l'URSS qui, à ce moment, était toujours (pour encore trois jours) le sujet de droit international au sein duquel la CEI s'est constituée et élargie.

### L’évolution de la situation politique: chronologie (1991-2000)
- Le 24 décembre 1991, la Russie est reconnue par les Occidentaux comme État continuateur de l’Union soviétique et lui succède au Conseil de sécurité des Nations unies.
- Le 25 décembre 1991, Gorbatchev (alors président en titre de l’URSS) démissionne de son poste de président de l’Union soviétique (après qu'Eltsine eut proclamé d'autorité, lors d’une séance au Parlement, la dissolution de l’Union soviétique et l’indépendance de facto de la Russie) et de son poste de secrétaire général du Parti communiste, puis transmet à Eltsine, président de la Russie, le contrôle de l’armement nucléaire.
- Le 26 décembre 1991, le Soviet suprême se réunit et dissout formellement l’Union soviétique.

La CEI avant l’adhésion de la Géorgie le 3 décembre 1993.
États membres ;
États participants.

- En janvier 1992, l'équipe d'union soviétique de football devient celle de la CEI, équipe constituée des meilleurs footballeurs de 12 anciennes républiques soviétiques ayant accédé à l’indépendance après la chute de l’URSS.
- Le 20 mars 1992, la force collective de maintien de la paix de la CEI est créée à Kiev[9]. Entre 1992 et 1993, les Russes interviendront, dans ce contexte, en Transnistrie, au Tadjikistan, en Ossétie du Sud et en Abkhazie.
- Le 5 mai 1992, la crise diplomatique entre la Russie et l’Ukraine à propos de la Crimée débute.
- Le 15 mai 1992, sept États sur onze (la Russie, la Biélorussie, le Kazakhstan, l’Arménie, le Tadjikistan, le Kirghizistan, l’Ouzbékistan) signent à Tachkent un traité de sécurité collective.
- En juin 1992, l’équipe de football de la CEI disparaît après son élimination de l'Euro, l’équipe de Russie en est la principale héritière (voir 1992 en football).
- En 1993, le commandement militaire unifié de la CEI est aboli.
- En 1993, la Charte de la CEI a été adoptée et ratifiée par sept membres de la communauté (la Russie, la Biélorussie, l’Arménie, le Kazakhstan, le Tadjikistan, l’Ouzbékistan et le Kirghizistan). Cependant, l’unité politique de la CEI se révèle difficile à construire car l’Ukraine et le Turkménistan refusent d’accepter la Charte.
- Le 23 octobre 1993, la Géorgie a été contrainte de demander l'adhésion à la CEI, en échange d'une intervention militaire russe devant stabiliser la situation politique en Abkhazie et en Ossétie du Sud.
- En 1994, la CEI ne parvient pas à mettre fin au conflit entre l’Arménie à l’Azerbaïdjan à propos du Haut-Karabagh (1992-1994).
- Entre 1994 et 1999, la CEI se trouve paralysée. Par exemple, la brutalité de l’intervention russe en Tchétchénie (première guerre de Tchétchénie (1994-1996)) remet en question le pouvoir unificateur de la Russie.
- En 1994, face à l'immobilisme de la CEI et aux difficultés économiques dues à l’éclatement de l'Union soviétique, certains pays issus de l’ex-URSS prennent des initiatives pour créer des unions plus poussées et plus dynamiques au sein de l’espace post-soviétique. Une partie des républiques de la CEI, notamment la Russie, le Kazakhstan, la Biélorussie, l’Ukraine et le Kirghizstan, plaident pour un rapprochement plus important que celui de la CEI. En effet, une proposition faite en 1994 par le président kazakh Nazarbayev envisage la création d’une Union eurasiatique, mais cette proposition ne sera jamais adoptée[10].
- Le 2 avril 1996, la « Communauté de la Russie et de la Biélorussie » est formée[11].
- En 1996, l’Ukraine, la Géorgie et l’Azerbaïdjan forment ce qui deviendra le GUAM.
- En 1997, les tensions entre Kiev et Moscou diminuent lorsqu'un traité est conclu. Selon ce traité, la Russie reconnaît les clauses bilatérales du traité « Paix et Amitié » confirmant l'appartenance de la Crimée à l’Ukraine; l’ancienne flotte soviétique de la mer Noire et ses installations sont partagées entre l’Ukraine et la Russie, la base navale de la flotte de la mer Noire est située à Sébastopol, grâce à un bail qui expirera en 2017.
- Le 2 avril 1997, la « Communauté de la Russie et de la Biélorussie » devient l’« Union de la Russie et de la Biélorussie ».
- Le 29 avril 1998, Berezovski est nommé secrétaire exécutif de la CEI, il est également chargé de préparer les réformes « en profondeur ».

### L’évolution de la situation politique (depuis 2000)

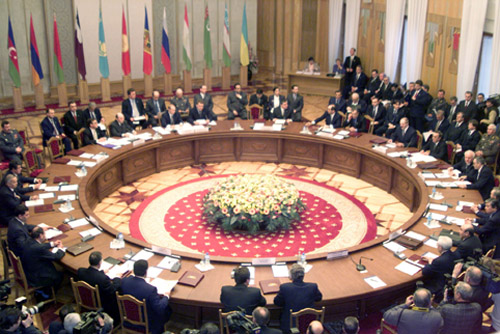
Réunion de la CEI du 30 novembre au 1er décembre 2000.

- En 2000, la Russie, victorieuse durant la seconde guerre de Tchétchénie (commencée en 1999), démontre son poids prédominant au sein de la CEI.
- En 2000, une réforme des organes exécutifs de la CEI a été entreprise.

#### Bilan des instabilités politiques de 1991 à 2001
Pour bien montrer l'instabilité politique de la CEI, il faut regarder les accords conclus jusqu'en 2001 :
- parmi les 173 accords et traités demandant une ratification par les parlements nationaux, seuls 8 ont été mis en vigueur sur l’ensemble du territoire de la CEI ;
- sur plus de 1 000 documents de tous types signés par les dirigeants, seulement quelques dizaines fonctionnent réellement.

Les rapports bilatéraux, trilatéraux et quadrilatéraux dans le cadre de la CEI deviennent peu à peu la forme la plus sûre de coopération.
De plus, certaines élites nationales critiquent sévèrement la CEI (par exemple : « Commission de liquidation de l'URSS », « Club de présidents » ou « Enfant mort-né »), alors que d’autres la décrivent comme « le moyen de liquider pacifiquement l'URSS sans guerre sanglante ni catastrophe humanitaire à grande échelle ».

#### Renforcement de la CEI pour les uns…
Une partie des républiques de la CEI, conduites notamment par la Russie et le Kazakhstan, considèrent que la CEI est le moyen de parvenir à une intégration politique et économique plus poussée. Ces deux dernières, ainsi que la Biélorussie, maintiennent un lien très important, que ce soit au sein de la CEI mais aussi avec d'autres organisations comme l’Union russo-biélorusse, l’Eurasec, l'Espace économique commun (qui comprend l'Union douanière Russie-Biélorussie-Kazakhstan) et l’OTSC.
- Le 10 octobre 2000, les réformes de la CEI donnent naissance à une nouvelle communauté économique, l’Eurasec.
- Le 2 octobre 2002, les réformes de la CEI se poursuivent. L’OTSC est créée à cette occasion.

Depuis le 25 janvier 2006, sous l’impulsion de Moscou, la Communauté économique centre-asiatique est dissoute au sein de l’Eurasec.

##### L'ouverture de la CEI à l'«étranger éloigné»
- États membres ;
- États participants ;
- États associés ;
- États observateurs ;
- Anciens États membres.

- États membres ;
- États participants.

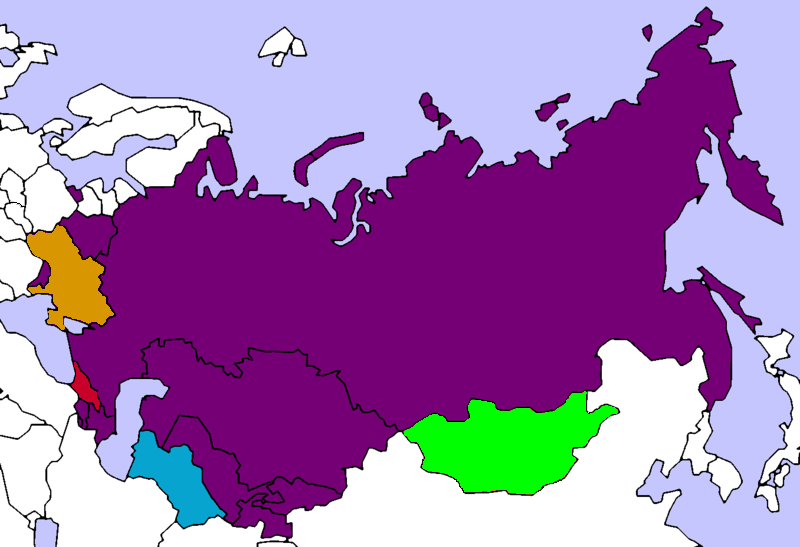
La CEI après la reconnaissance de l’indépendance de l'Abkhazie et de l’Ossétie du Sud par la Russie et le retrait de la Géorgie en août 2008 :
États membres ;
États participants ;
États associés ;
États observateurs ;
Anciens États membres.

La CEI après le retrait de la Géorgie le 17 août 2008.
États membres ;
États participants.

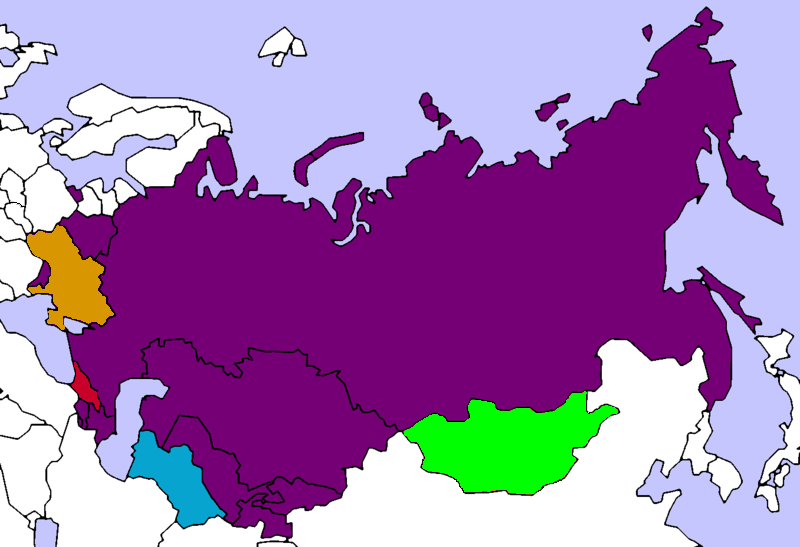
La CEI après la reconnaissance de l’indépendance de la République de Crimée par la Russie puis son rattachement à la Russie et le retrait conséquent de l'Ukraine en mars 2014 :
États membres ;
États participants ;
États associés ;
États observateurs ;
Anciens États membres.

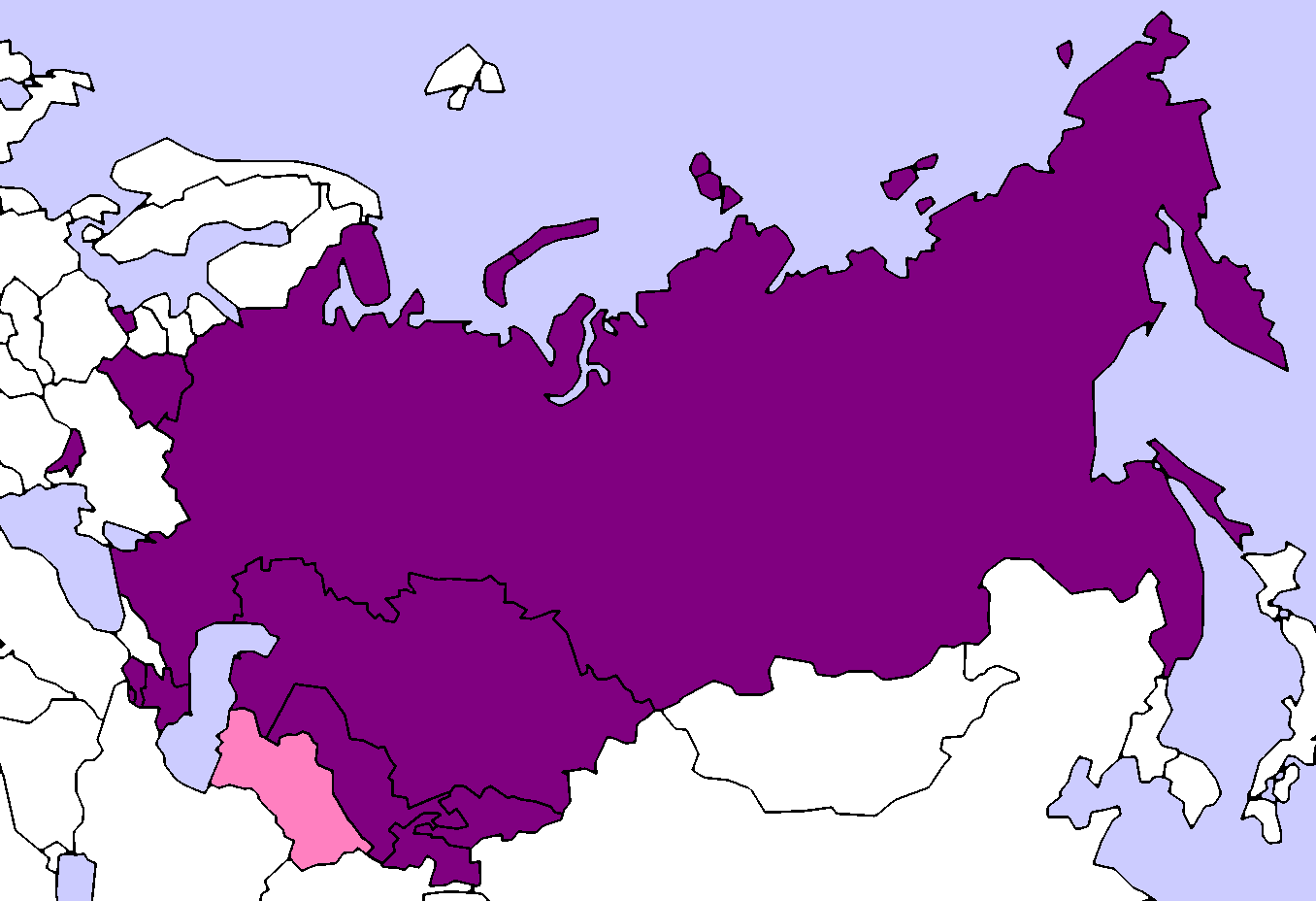
La CEI après le retrait complet de l'Ukraine le 19 mai 2018.
États membres ;
États participants.

Depuis les années 2000, la CEI s’est ouverte à d'autres États que ceux de son « étranger proche », tels la Mongolie (ancienne démocratie populaire) qui avait déjà un statut d'« observateur ». En 2008, l'Afghanistan (ancien régime procommuniste) a émis le souhait de rejoindre l'organisation,.
L’OTSC fait de même, avec son rapprochement avec l’Iran (allié traditionnel de la Russie).

#### … et désengagement de la CEI pour les autres
Pendant ce temps, une autre partie de la CEI, dont l’Ukraine est le chef de file, estime que c’est une organisation de transition préparant les différentes républiques à l’indépendance totale. À plusieurs reprises, les déclarations officielles de la CEI sont désavouées par plusieurs républiques (dont très souvent l’Ukraine).
En 2005, le Turkménistan fait connaître sa décision de réduire sa participation aux affaires de la CEI. Selon certains, ce changement marque le début de la fin de la CEI, qui ressemble selon eux de plus en plus à un organe consultatif. En août 2005, le Turkménistan devient un État associé.
En 2007, la CEI comptait donc onze membres à part entière.
Le 14 août 2008, à la suite des affrontements avec la Russie, le parlement de Géorgie vote son départ de la CEI.
Le 15 août 2008, l’Ukraine et la Moldavie évoquent l’éventuelle dénonciation des accords constitutifs de la CEI. Cependant, aucune mesure concrète n’est prise dans ce sens.
Le 19 mars 2014, à la suite de la crise de Crimée qui conduit au rattachement de la péninsule à la Russie, l'Ukraine annonce son retrait de l'organisation.
Le 19 mai 2018, l'Ukraine entérine la cessation de tout lien avec l'organisation.

## Institutions

### Assemblée interparlementaire
L’Assemblée a été créée en mars 1995 par les dirigeants des Soviets suprêmes (parlements) des pays de la Communauté. Elle est définie comme une institution consultative qui discute des problèmes de la coopération parlementaire et élabore des propositions par les parlements des États de la CEI. Elle se compose des délégations parlementaires des États membres de la CEI.
Les activités de l’assemblée sont conduites par l’assemblée du Conseil, qui comprend les dirigeants des délégations parlementaires. Le secrétariat de l’assemblée, présidé par le secrétaire général, est créé pour assurer les travaux de l’assemblée interparlementaire, du conseil et de ses commissions.

### Comité consultatif de coordination
Le Comité consultatif de coordination est un organe permanent qui regroupe des représentants de chaque État-membre.

### Conseil des Chefs de gouvernements
Le Conseil des chefs de gouvernement est un organe subordonné au Conseil des chefs d’États aux attributions plus techniques que politiques.

### Conseil des Chefs d’États

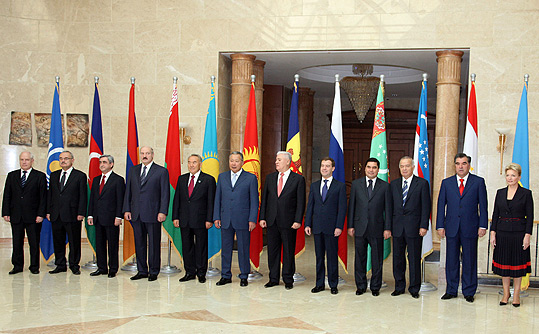
Présidents des pays de la CEI réunis à Bichkek en 2008.

Le Conseil des chefs d’États est l’organe suprême de la CEI adoptant les textes essentiels.

### Secrétariat exécutif
Le secrétariat exécutif est également appelé le Comité exécutif.
| Noms                           | Pays        | Dates                          |
| ------------------------------ | ----------- | ------------------------------ |
| Ivan Korotchenia               | Biélorussie | 26 décembre 1991-29 avril 1998 |
| Boris Berezovsky               | Russie      | 29 avril 1998-4 mars 1999      |
| Ivan Korotchenia (par intérim) | Biélorussie | 4 mars-2 avril 1999            |
| Iouri Iarov                    | Russie      | 2 avril 1999-14 juin 2004      |
| Vladimir Rouchaïlo             | Russie      | 14 juin 2004-5 octobre 2007    |
| Sergueï Lebedev                | Russie      | depuis le 5 octobre 2007       |

### Autres institutions de la CEI
De nombreux comités, conseils et organes consultatifs complètent cette organisation.

## Domaine militaire

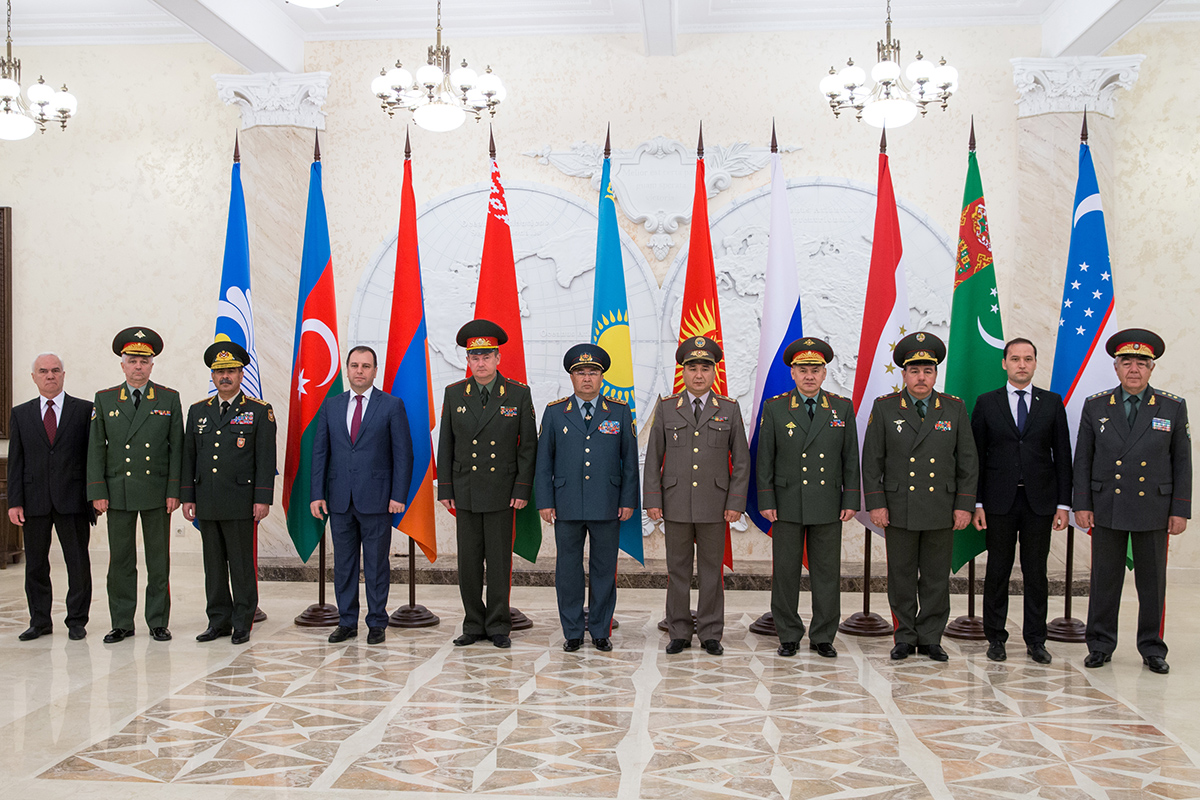
Le conseil des ministres de la Défense de la CEI (Moscou, 2017).

### Commandement militaire unifié
En 1991, à la chute de l’Union soviétique, l’armée soviétique fut démantelée entre les différents nouveaux États, selon l'origine nationale des contingents. C’est alors qu’un commandement militaire commun à tous les membres de la CEI fut instauré. Ce commandement unifié avait sous ses ordres l’ensemble des anciennes troupes soviétiques. En 1992, les derniers reliquats de l’armée soviétique stationnés dans les Républiques ont été dissous. Les dernières forces basées en Allemagne orientale, en Hongrie, en Pologne, en Tchécoslovaquie, en Roumanie, en Bulgarie, en Lituanie, en Lettonie, en Estonie, en Mongolie et à Cuba furent retirées progressivement, entre 1992 et 1994. En 1993, le commandement militaire commun est aboli.

### Commandement unique des forces nucléaires stratégiques
Le 21 décembre 1991, lors du sommet d'Alma-Ata, un accord est également conclu entre les quatre puissances nucléaires de la CEI (la Russie, l’Ukraine, la Biélorussie et le Kazakhstan) sur l’instauration d’un commandement unique russe des forces nucléaires stratégiques.

### Missions de maintien de la paix de la CEI
Dès le début, des luttes intestines viennent paralyser le fonctionnement de la CEI. En effet, les rivalités ethniques et régionales, restées dans l’ombre sous l’hégémonie soviétique, éclatent au grand jour : guerres civiles au Tadjikistan, en Ciscaucasie, en Moldavie et en Géorgie ; conflits inter-ethniques entre l’Arménie et l’Azerbaïdjan (voir Guerre du Haut-Karabagh). Le 20 mars 1992, une force collective de maintien de la paix de la CEI est créée à Kiev. Les missions JPFK, CISPFK et PFK de maintien de la paix débutent.
Les forces armées de la CEI sont composées de troupes venant de tous les États membres. Ces forces sont « dominées » par les Russes et sont souvent contrôlées par des officiers russes. Les Forces armées de la fédération de Russie sont donc le noyau des forces armées de maintien de la paix de la CEI (des troupes russes stationnent dans la plupart des États membres de la CEI dans le cadre d'accord militaire, de la CEI ou de l’OTSC). Ces missions de maintien de la paix servent de facto à maintenir une présence russe dans les régions concernées.
Cependant, il est utile de préciser que le mérite d'une réelle puissance militaire ne revient pas à la CEI, mais à son « pendant armé », l’OTSC, qui est, elle aussi, « dominée » par les Russes.

#### Mission au Tadjikistan (1992-1997)
En 1992, l’extension du chaos afghan, ayant entraîné des affrontements entre les procommunistes et les islamistes dans le Sud tadjik, entraîne l’envoi au Tadjikistan de la 201e division d’infanterie russe, qui prend position sur les flancs du Pamir sous la bannière de la CEI. Les accrochages entre gardes-frontières russes et les rebelles islamistes sont nombreux au cours des années suivantes. Un cessez-le-feu est signé en 1997 après que des dizaines de milliers de personnes eurent péri dans les violences.

#### MissionCISPKF(1993-2008)
Après l’indépendance de la Géorgie en avril 1991, des séparatistes abkhazes réclament à leur tour un statut équivalent pour la région de l’Abkhazie. Cette situation mène à une guerre. Un accord de cessez-le-feu est signé en juillet 1993, entraînant le déploiement d'une mission de l’ONU et de troupes russes d’interposition. Cet accord est violé quelques mois plus tard. À la suite d’un nouvel accord le 14 mai 1994, la CEI déploie sa force. Bien que la mission soit de remplacer les troupes russes sur le terrain, celles-ci demeurent encore à ce jour[Quand ?] le principal intervenant. Ces forces sont stationnées à la frontière géorgio-abkhazienne. Les Russes possèdent la totalité des effectifs et du commandement de cette force de maintien de la paix de la CEI (2 000 soldats russes commandés par le Russe Evgueni Otchalov). Cette mission est réalisée en concert avec la mission MONUG de l’ONU.
La mission s’est achevée de facto depuis le retrait de la Géorgie de la CEI, en août 2008. La Russie a envoyé des troupes régulières en Abkhazie pour renforcer les forces collectives de maintien de la paix de la CEI.

#### MissionJPKF(1992-2008)
Depuis 1989, des combats opposent les indépendantistes de l’Ossétie du Sud aux forces gouvernementales de la Géorgie. Des troupes russes, géorgiennes et sud-ossètes sont déployées sur le terrain en litige depuis le 1er juillet 1992. Ces forces sont positionnées en Ossétie du Sud. Les Russes possèdent moins de la moitié des effectifs et le commandement de cette force de maintien de la paix de la CEI (500 soldats russes contre 300 soldats géorgiens et 500 soldats sud-ossètes commandés par le Russe Marat Koulakhmetov (en)).
La mission s’est achevée de facto depuis le retrait de la Géorgie de la CEI en août 2008. La Russie a envoyé des troupes régulières en Ossétie du Sud pour renforcer les forces collectives de maintien de la paix de la CEI.

#### MissionPKF(depuis 1992)
Après l’accession de la Moldavie à l’indépendance en août 1991, une république est créée en Transnistrie (à majorité russe), la république moldave de Transnistrie le 2 septembre 1990. Puis des violences éclatent entre les séparatistes et les nouvelles autorités moldaves dès novembre 1991. Après une offensive moldave en Transnistrie le 2 mars 1992 contre les Transnistriens (soutenus par les Cosaques et la XIVe armée russe présents en Transnistrie depuis la période soviétique), une force trilatérale de maintien de la paix (russe, ukrainienne, et transnistrienne) est déployée le 29 juillet 1992. Ces forces sont positionnées à la frontière moldavo-transnistrienne. Les Russes possèdent plus de la moitié des effectifs de cette force de maintien de la paix de la CEI (684 soldats russes contre 500 soldats transnistriens) et conservent le commandement des troupes cosaques et de la XIVe armée.
Cependant, en 2007, la Moldavie a invité l’ONU à remplacer les forces russes de maintien de la paix présentes en Transnistrie par des observateurs civils. « Nous sommes inquiets face aux tensions qui perdurent dans la zone de sécurité (en Transnistrie), ce qui constitue une grave violation des droits civils fondamentaux. L’imperfection du mécanisme de paix existant nécessite sa transformation en mission civile multinationale jouissant d’un mandat international ».

### Protection des frontières
Le 26 mai 1995, la Biélorussie, le Kazakhstan, le Kirghizistan, le Tadjikistan, l'Arménie et la Géorgie signent à Minsk un traité de défense commune des frontières extérieures. L'Ouzbékistan, le Turkménistan, l'Azerbaïdjan, la Moldavie et l'Ukraine s'opposent à la présence de gardes russes sur leurs frontières.

### Traité de sécurité collective
Le 15 mai 1992, six États sur onze (la Russie, le Kazakhstan, l’Arménie, le Tadjikistan, le Kirghizistan, l’Ouzbékistan) signent un traité de sécurité collective (ou traité de Tachkent) — qui ne remporte pas un vrai succès (la Biélorussie, l’Azerbaïdjan et la Géorgie se joindront aux signataires en 1993).
En 1993, Moscou, à la suite de l’abolition du commandement militaire commun de la CEI, propose la mise en place de quatre « zones de sécurité » sur le territoire de la CEI, tandis que sont relancées les propositions destinées à coordonner l’activité des services de sécurité des membres de la Communauté. Le TSC reprenait l’ensemble du contenu politico-militaire de la CEI, à l’exception des missions de maintien de la paix.
Le but du TSC fut, avant la création de l’OTSC, d'améliorer l’intégration militaire dans le cadre de la CEI.
En 2002, l’OTSC, une organisation internationale à vocation politico-militaire, regroupant certains États issus de la CEI, reprendra l’application du TSC lors des réformes de la CEI.

## Domaine économique

### L'évolution de la situation économique (1992-2000)
- Le 13 mars 1992, un accord sur le partage de la dette extérieure de l’ex-Union soviétique (notamment Russie : 61,4 %, Ukraine : 16,37 %) est conclu.
- L’unité économique de l’organisation est, elle aussi, rapidement affaiblie par la mise en place de douanes entre les républiques. De nouvelles négociations avec la Russie, premier fournisseur de l’ex-URSS, s’ensuivent ; celle-ci exige d’importants réajustements des prix préférentiels actuels, ce qui plonge les autres États membres dans la récession.
- Face à la politique économique décidée à Moscou, certains membres de la Communauté veulent obtenir l’autonomie monétaire. Ainsi, en 1993, le Kirghizistan, ignorant les procédures de la CEI sur l’introduction de devises, émet sa propre devise, le som, ce qui favorise l’abandon par les autres républiques du rouble comme monnaie commune.
- Le 24 septembre 1993, la Russie, la Biélorussie, le Kazakhstan, l’Arménie, le Tadjikistan, l’Ouzbékistan, le Kirghizistan, la Géorgie signent à Moscou un accord-cadre d’union économique (l’« Union eurasiatique du charbon et du métal ») dans le but de développer la coopération économique et commerciale (l’Ukraine et le Turkménistan s'y sont associés). On appela dès lors la CEI comme une « Union énergétique ». Le 15 avril 1994, la Moldavie adhère à l’« Union eurasiatique du charbon et du métal ». Mais l’initiative resta lettre morte[12].
- Le 24 avril 1994, le Comité inter-étatique économique, première structure supranationale dans la région, est créé, son siège est à Moscou.
- Entre 1994 et 1999, la CEI s’est ensuite trouvée en paralysie.
- Après une zone de libre-échange créée en 1992, une union douanière fut mise en place entre la Biélorussie et la Russie pour faciliter leurs échanges, en janvier 1995[25],[26].
- En 1996, la Communauté des États intégrés, basé sur l’union douanière russo-biélorusse de 1995 et regroupant la Russie, la Biélorussie, le Kazakhstan, l’Ouzbékistan, le Tadjikistan et le Kirghizstan, est créée. Elle consistait en une union douanière destinée à renforcer les échanges entre les 6 pays membres[27].
- Le 16 octobre 1996, l’Arménie, l’Ukraine, la Russie, la Géorgie, le Kazakhstan, la Moldavie, le Tadjikistan créent un ministère des Finances de la CEI.
- En 2000, une réforme des organes exécutifs de la CEI a été entreprise. La Communauté économique eurasiatique, basé sur la Communauté des États intégrés, est alors créé pour effacer les échecs de la CEI et former un véritable marché commun.

### Communauté économique eurasiatique

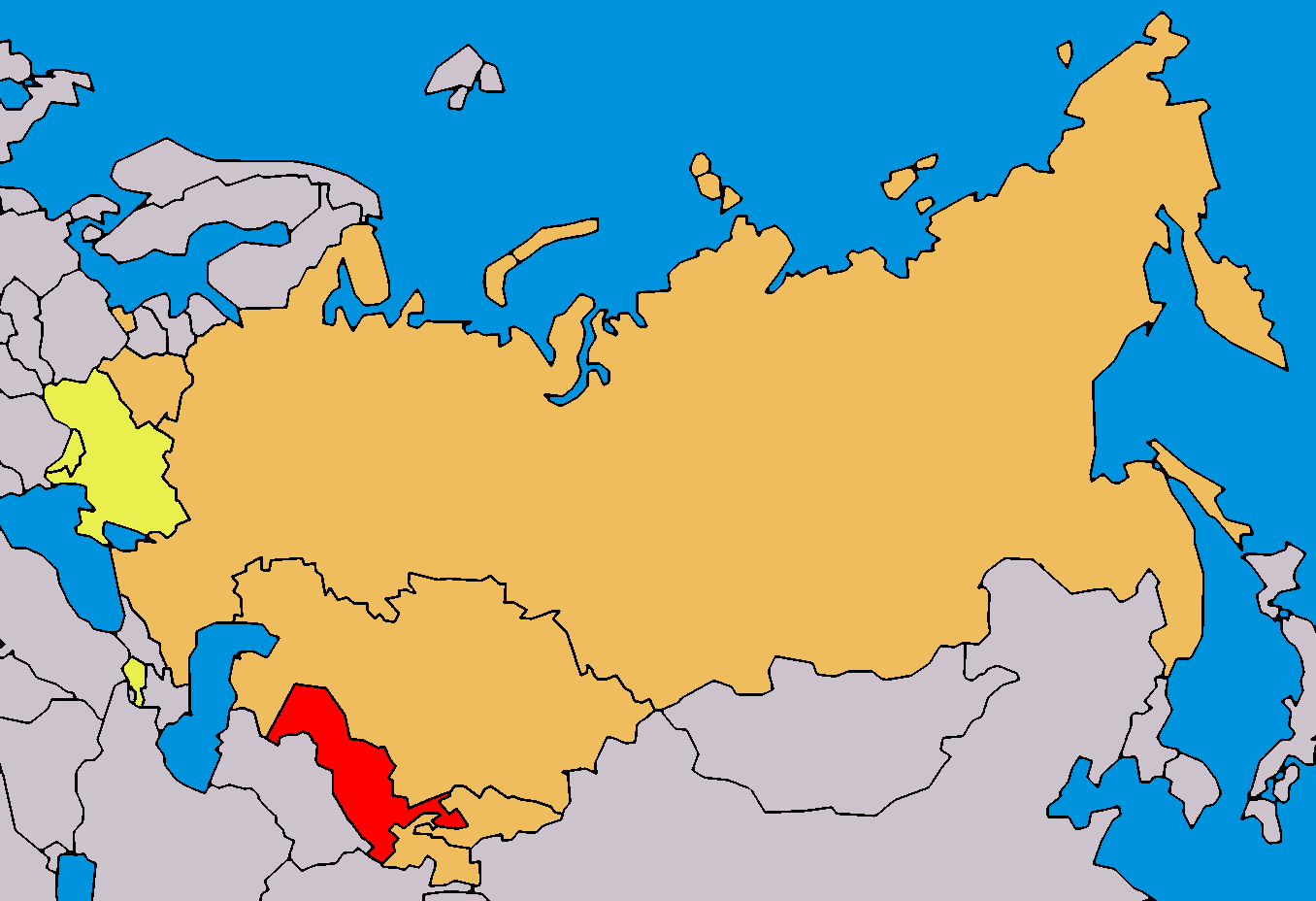
États membres ;
États membres auto-suspendus ;
États observateurs.

La Communauté économique eurasiatique, anciennement la « Communauté des États intégrés », est une organisation intergouvernementale de coopération économique, commerciale, douanière, technologique, monétaire, financière et énergétique regroupant des États issus de la CEI.

### Situation économique actuelle
| Pays triés par le PIB-PPA par habitant (USD) | Population 2013 (millions) | PIB 2013 (milliards USD) | PIB par habitant (USD PPA, 2013) | Âge médian (ans, 2013) | Croissance annuelle moyenne 1998-2008 |
| -------------------------------------------- | -------------------------- | ------------------------ | -------------------------------- | ---------------------- | ------------------------------------- |
| Russie                                       | 143,5                      | 2 113                    | 18 100                           | 38,9                   | 6.8 %                                 |
| Biélorussie                                  | 9,5                        | 69.24                    | 16 100                           | 39,4                   | 7.5 %                                 |
| Kazakhstan                                   | 17,0                       | 224.9                    | 14 100                           | 29,7                   | 8.7 %                                 |
| Azerbaïdjan                                  | 9,4                        | 76.01                    | 10 800                           | 30,1                   | 14.6 %                                |
| Turkménistan                                 | 5,2                        | 40.56                    | 9 700                            | 26,6                   | 14.9 %                                |
| Arménie                                      | 3,0                        | 10.44                    | 6 300                            | 33,7                   | 10.3 %                                |
| Moldavie                                     | 3,6                        | 7.932                    | 3 800                            | 35,7                   | 5.0 %                                 |
| Ouzbékistan                                  | 30,2                       | 55.18                    | 3 800                            | 27,1                   | 6.1 %                                 |
| Kirghizistan                                 | 5,7                        | 7.23                     | 2 500                            | 25,7                   | 4.5 %                                 |
| Tadjikistan                                  | 8,2                        | 8.513                    | 2 300                            | 23,5                   | 8.1 %                                 |
| TOTAL CEI                                    | 235,3                      | 2 613                    | 7 093                            | 31,4                   | 8.65 %                                |

## Domaine politique

### Organisation d’observation électorale
En octobre 2002, lors des réformes de la CEI, l’Organisation de la surveillance des élections de la CEI (OSE-CEI) (russe : Миссия наблюдателей от СНГ на выборах) voit le jour, à la suite d'une réunion des chefs d’États de la CEI. Lors de cette réunion, les chefs d’États adoptent la Convention sur les normes d’élections démocratiques, les droits électoraux et libertés dans les États membres de la CEI. La mission de cet organisme est de superviser le déroulement des élections. L’OSE-CEI a déjà envoyé des observateurs électoraux dans les pays membres de la CEI.
Le caractère démocratique de l'élection présidentielle ukrainienne de 2004, qui a suivi la « révolution orange » et la mise en puissance de l’ancienne opposition, a été remis en question par la CEI, tandis que l’OSCE n’a pas trouvé d'anomalie importante. C’était la première fois que des équipes d'observation de la CEI contestent la validité d'une élection et la déclarent « illégitime ». Le 15 mars 2005, via l’Agence d’information indépendante ukrainienne, Dmytro Svystkov, un porte-parole du Ministère des Affaires étrangères de l’Ukraine, annonce que « l’Ukraine a suspendu sa participation à la CEI et à l’Organisation de la surveillance des élections ».
En 2005, la CEI fait l’éloge des élections législatives en Ouzbékistan, comme « légitime, libre et transparente ». De son côté, l’OSCE fait allusion aux élections ouzbèkes comme étant « significativement plus courtes pour les engagements de l'OSCE et autres normes internationales pour des élections démocratiques »,. Les autorités moldaves refusent d’inviter des observateurs de la CEI lors des élections parlementaires moldaves de 2005, la Russie a critiqué l’action. Des dizaines d’observateurs biélorusses et russes ont été empêchés de parvenir en Moldavie.
Les observateurs de la CEI ont suivi les élections législatives de 2005, au Tadjikistan, déclarées « légales, libres et transparentes ». L’OSCE juge le résultat comme faussé.
Peu de temps après, les observateurs de la CEI saluent les élections législatives kirghizes de 2005 comme « bien organisées, libres et équitables ». À grande échelle, de violentes manifestations éclatent dans tout le pays pour protester contre ce que l'opposition appelle « des élections parlementaires truquées ». En revanche, l’OSCE déclare que les élections sont en deçà des normes internationales dans de nombreux domaines.

## Domaine culturel

### La langue russe
La Russie a demandé que la langue russe soit la langue officielle de l’ensemble des États membres de la CEI. Jusqu'à présent, le russe est une langue officielle dans quatre de ces États : la Russie, la Biélorussie, le Kazakhstan et le Kirghizistan. Le russe est également une langue officielle en Transnistrie, ainsi que dans la région semi-autonome de Gagaouzie en Moldavie. En Ukraine, Viktor Ianoukovytch, le candidat de Moscou pour l’élection présidentielle controversée de 2004, déclara son intention de faire du russe la deuxième langue officielle de l'Ukraine. Ce que le vainqueur de l'élection, Viktor Iouchtchenko, n'a pas fait, étant davantage en accord avec la population de langue ukrainienne.

## Domaine sportif

### Football
L’équipe de football de la CEI (en russe : Сборная СНГ по футболу) est une équipe provisoire (de janvier à juin 1992) constituée des meilleurs footballeurs de la CEI. Elle regroupe 12 anciennes républiques soviétiques qui ont accédé à l’indépendance après la chute de l’Union soviétique. Elle a été mise sur pied pour assurer la continuité de l'équipe d'URSS et disputer en juin 1992 la phase finale du Championnat d'Europe pour laquelle l'équipe soviétique s'était qualifiée. L'équipe de la CEI a cessé d'exister dès son élimination du tournoi, chacune des nouvelles républiques indépendantes constituant ensuite sa propre équipe.
La coupe de football de la CEI est une compétition annuelle de football entre les meilleurs clubs des pays membres.

### Jeux olympiques 1992
En 1992, aux Jeux olympiques (d'hiver à Albertville et d'été à Barcelone), les athlètes des États membres de la CEI, qui peu avant étaient tous encore des sportifs soviétiques, ont concouru au sein de l'Équipe unifiée, pour la première et dernière fois.

### Jeux de la CEI
Une compétition multisports, les Jeux de la CEI, est créée en 2021.

## Conclusion

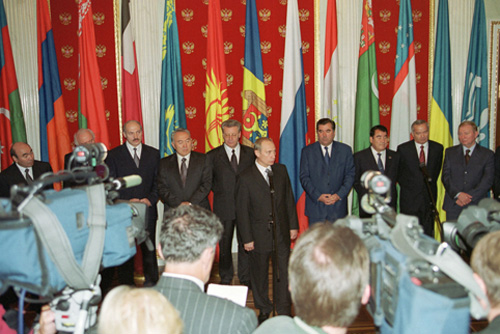
Sommet de la CEI du 20 au 22 juin 2000.

Bien que la CEI ait peu de pouvoirs supranationaux (elle est purement symbolique), elle possède des pouvoirs de coordination dans le domaine du commerce, des finances, de la législation et de la sécurité. Elle a également encouragé la coopération en matière de démocratisation et de coopération transfrontalière de prévention de la criminalité. En tant qu’organisation régionale, la CEI participe également aux forces de maintien de la paix des Nations unies.
D’abord élaborée dans l'objectif d’instaurer une intégration économique, la CEI est devenue essentiellement une enceinte de dialogue entre pays de l’ex-Union soviétique, disposant d’un contenu économique, militaire et politique limité : de nombreux accords bilatéraux de libre-échange ont toutefois été signés entre les membres. Les accords concernant des politiques extérieures ou de défense communes sont également fréquents au sein de cette organisation,,,.
Cependant, incapable de s’affirmer sur la scène internationale, en proie à des luttes intestines alimentées par les tendances hégémoniques de la Russie et sécessionnistes de certaines républiques, la CEI n'est pas parvenue à être le fer de lance d’une nouvelle unité économique et politique.
Malgré ces échecs, plusieurs anciennes républiques soviétiques sont restées groupées en matière économique via l’Eurasec, jusqu'à sa dissolution en 2015, et politico-militaire via l’OTSC. Cependant, une intégration à long terme « à l’européenne » n’est pas totalement exclue pour une partie réduite de l’ancien espace soviétique. Certaines républiques n’adhèrent pas à ces organisations (l’Ukraine, l’Azerbaïdjan, le Turkménistan, la Moldavie et la Géorgie). Quelques-unes ont montré de l’intérêt à adhérer à l’OTAN et à l’Union européenne.